# Itália nos Jogos Olímpicos de Verão de 2008
A Itália participou dos Jogos Olímpicos de Verão de 2008 em Pequim na China. A delegação contou com a participação de 344 atletas competindo em 22 esportes. Mais de um ano depois dos Jogos, o Comitê Olímpico Internacional desclassificou o ciclista Davide Rebellin, medalha de prata na prova de estrada, por uso de doping.

## Medalhas
| Atleta                                                                    | Esporte       | Evento                           | Medalha |
| ------------------------------------------------------------------------- | ------------- | -------------------------------- | ------- |
| Matteo Tagliariol                                                         | Esgrima       | Espada individual masculino      | Ouro    |
| Valentina Vezzali                                                         | Esgrima       | Florete individual feminino      | Ouro    |
| Giulia Quintavalle                                                        | Judô          | Até 57 kg feminino               | Ouro    |
| Federica Pellegrini                                                       | Natação       | 200 m livre feminino             | Ouro    |
| Chiara Cainero                                                            | Tiro          | Skeet feminino                   | Ouro    |
| Andrea Minguzzi                                                           | Lutas         | Greco-romana até 84 kg masculino | Ouro    |
| Alex Schwazer                                                             | Atletismo     | 50 km marcha atlética masculina  | Ouro    |
| Roberto Cammarelle                                                        | Boxe          | Peso superpesado                 | Ouro    |
| Giovanni Pellielo                                                         | Tiro          | Fossa olímpica masculino         | Prata   |
| Francesco D'Aniello                                                       | Tiro          | Fossa olímpica dublê masculino   | Prata   |
| Ilario Di Buò Marco Galiazzo Mauro Nespoli                                | Tiro com arco | Equipes masculinas               | Prata   |
| Alessia Filippi                                                           | Natação       | 800 m livre feminino             | Prata   |
| Luca Agamennoni Simone Venier Rossano Galtarossa Simone Raineri           | Remo          | Skiff quádruplo masculino        | Prata   |
| Alessandra Sensini                                                        | Vela          | RS:X feminino                    | Prata   |
| Mauro Sarmiento                                                           | Taekwondo     | Até 80 kg masculino              | Prata   |
| Josefa Idem                                                               | Canoagem      | K-1 500 m feminino               | Prata   |
| Clemente Russo                                                            | Boxe          | Peso pesado                      | Prata   |
| Tatiana Guderzo                                                           | Ciclismo      | Corrida em estrada feminina      | Bronze  |
| Margherita Granbassi                                                      | Esgrima       | Florete individual feminino      | Bronze  |
| Salvatore Sanzo                                                           | Esgrima       | Florete individual masculino     | Bronze  |
| Matteo Tagliariol Diego Confalonieri Alfredo Rota Stefano Carozzo         | Esgrima       | Espada por equipes masculino     | Bronze  |
| Valentina Vezzali Giovanna Trillini Margherita Granbassi Ilaria Salvatori | Esgrima       | Florete por equipes feminino     | Bronze  |
| Aldo Montano Luigi Tarantino Giampiero Pastore Diego Occhiuzzi            | Esgrima       | Sabre por equipes masculino      | Bronze  |
| Diego Romero                                                              | Vela          | Laser masculino                  | Bronze  |
| Elisa Rigaudo                                                             | Atletismo     | 20 km marcha atlética feminina   | Bronze  |
| Vincenzo Picardi                                                          | Boxe          | Peso mosca                       | Bronze  |
| Andrea Facchin Antonio Massimiliano Scaduto                               | Canoagem      | K-2 1000 m masculino             | Bronze  |

## Desempenho

### Atletismo
Masculino
| Atletas                                                            | Evento                | Preliminares    | Preliminares    | Quartas     | Quartas     | Semifinal   | Semifinal   | Final           | Final           |
| Atletas                                                            | Evento                | Marca           | Posição         | Marca       | Posição     | Marca       | Posição     | Marca           | Posição         |
| ------------------------------------------------------------------ | --------------------- | --------------- | --------------- | ----------- | ----------- | ----------- | ----------- | --------------- | --------------- |
| Simone Collio                                                      | 100 metros            | 10s32           | 22º             | 10s33       | 30º         | Não avançou | Não avançou | Não avançou     | Não avançou     |
| Fabio Cerutti                                                      | 100 metros            | 10s49           | 43º             | Não avançou | Não avançou | Não avançou | Não avançou | Não avançou     | Não avançou     |
| Claudio Licciardello                                               | 400 metros            | 45s25           | 16º             |             |             | 45s64       | 23º         | Não avançou     | Não avançou     |
| Christian Obrist                                                   | 1500 metros           | 3m35s91         | 5º              |             |             | 3m37s47     | 5º          | 3m39s87         | 11º             |
| Matteo Villani                                                     | 3000 m com obstáculos | Não completou   | Não completou   |             |             |             |             | Não avançou     | Não avançou     |
| Jean-Jacques Nkouloukidi                                           | 20 km marcha atlética |                 |                 |             |             |             |             | 1h26m53s        | 37º             |
| Giorgio Rubino                                                     | 20 km marcha atlética |                 |                 |             |             |             |             | 1h22m11s        | 18º             |
| Ivano Brugnetti                                                    | 20 km marcha atlética |                 |                 |             |             |             |             | 1h19m51s (SB)   | 5º              |
| Diego Cafagna                                                      | 50 km marcha atlética |                 |                 |             |             |             |             | Desclassificado | Desclassificado |
| Marco de Luca                                                      | 50 km marcha atlética |                 |                 |             |             |             |             | 3h54m47s        | 19º             |
| Alex Schwazer                                                      | 50 km marcha atlética |                 |                 |             |             |             |             | 3h37m09s (OR)   | Medalha de ouro |
| Stefano Baldini                                                    | Maratona              |                 |                 |             |             |             |             | 2h13m25s        | 12º             |
| Ruggero Pertile                                                    | Maratona              |                 |                 |             |             |             |             | 2h13m39s        | 15º             |
| Ottaviano Andriani                                                 | Maratona              |                 |                 |             |             |             |             | 2h16m10s        | 23º             |
| Fabio Cerutti Simone Collio Emanuele di Gregorio Jacques Riparelli | Revezamento 4x100 m   | Desclassificado | Desclassificado |             |             |             |             | Não avançou     | Não avançou     |
| Andrew Howe                                                        | Salto em distância    | 7,81m           | 20º             |             |             |             |             | Não avançou     | Não avançou     |
| Fabrizio Donato                                                    | Salto triplo          | 16,70 m         | 21º             |             |             |             |             | Não avançou     | Não avançou     |
| Andrea Bettinelli                                                  | Salto em altura       | 2,25m           | 14º             |             |             |             |             | Não avançou     | Não avançou     |
| Filippo Campioli                                                   | Salto em altura       | 2,25m           | 9º              |             |             |             |             | 2,20 m          | 10º             |
| Alessandro Talotti                                                 | Salto em altura       | 2,20 m          | 29º             |             |             |             |             | Não avançou     | Não avançou     |
| Giuseppe Gibilisco                                                 | Salto com vara        | 5,65m (SB)      | 13º             |             |             |             |             | Sem marca       | Sem marca       |
| Hannes Kirchler                                                    | Arremesso de disco    | 56,44m          | 33º             |             |             |             |             | Não avançou     | Não avançou     |
| Nicola Vizzoni                                                     | Arremesso de martelo  | 75,01m          | 13º             |             |             |             |             | Não avançou     | Não avançou     |
| Marco Lingua                                                       | Arremesso de martelo  | Sem marca       | Sem marca       |             |             |             |             | Não avançou     | Não avançou     |

Feminino
| Atletas                                                 | Evento                | Preliminares    | Preliminares    | Quartas | Quartas | Semifinal   | Semifinal   | Final          | Final             |
| Atletas                                                 | Evento                | Marca           | Posição         | Marca   | Posição | Marca       | Posição     | Marca          | Posição           |
| ------------------------------------------------------- | --------------------- | --------------- | --------------- | ------- | ------- | ----------- | ----------- | -------------- | ----------------- |
| Anita Pistone                                           | 100 metros            | 11s43           | 21º             | 11s56   | 32º     | Não avançou | Não avançou | Não avançou    | Não avançou       |
| Vincenza Calì                                           | 200 metros            | 23s44           | 28º             | 23s56   | 28º     | Não avançou | Não avançou | Não avançou    | Não avançou       |
| Libania Grenot Martinez                                 | 400 metros            | 50s87 (NR)      | 4º              |         |         | 50s83 (NR)  | 10º         | Não avançou    | Não avançou       |
| Elisa Cusma Piccione                                    | 800 metros            | 2m00s24         | 11º             |         |         | 1m59s52     | 16º         | Não avançou    | Não avançou       |
| Silvia Weissteiner                                      | 5000 metros           | 15m23s45        | 21º             |         |         |             |             | Não avançou    | Não avançou       |
| Micol Cattaneo                                          | 100 m com barreiras   | 13s13           | 24º             |         |         | Não avançou | Não avançou | Não avançou    | Não avançou       |
| Elena Romagnolo                                         | 3000 m com obstáculos | 9m27s48 (NR)    | 10º             |         |         |             |             | 9m30s04        | 11º               |
| Elisa Rigaudo                                           | 20 km marcha atlética |                 |                 |         |         |             |             | 1h27m12s (PB)  | Medalha de bronze |
| Anna Incerti                                            | Maratona              |                 |                 |         |         |             |             | 2h30 m55s (PB) | 14º               |
| Bruna Genovese                                          | Maratona              |                 |                 |         |         |             |             | 2h31m31s       | 17º               |
| Vincenza Sicari                                         | Maratona              |                 |                 |         |         |             |             | 2h33m31s       | 29º               |
| Anita Pistone Vincenza Calì Giulia Arcioni Audrey Alloh | Revezamento 4x100 m   | Desclassificado | Desclassificado |         |         |             |             | Não avançou    | Não avançou       |
| Magdelin Martinez                                       | Salto triplo          | 14,00 m         | 18º             |         |         |             |             | Não avançou    | Não avançou       |
| Antonietta Di Martino                                   | Salto em altura       | 1,93m           | 5º              |         |         |             |             | 1,93m          | 10º               |
| Chiara Rosa                                             | Arremesso de peso     | 18,74m (SB)     | 9º              |         |         |             |             | 18,22m         | 13º               |
| Assunta Legnante                                        | Arremesso de peso     | 17,76m          | 19º             |         |         |             |             | Não avançou    | Não avançou       |
| Zahra Bani                                              | Lançamento de dardo   | Sem marca       | Sem marca       |         |         |             |             | Não avançou    | Não avançou       |
| Silvia Salis                                            | Arremesso de martelo  | 62,28m          | 42º             |         |         |             |             | Não avançou    | Não avançou       |
| Clarissa Claretti                                       | Arremesso de martelo  | 71,82m          | 5º              |         |         |             |             | 71,33m         | 7º                |

### Badminton
Feminino
| Atleta           | Evento  | Fase de 64                        | Fase de 32             | Fase de 16             | Quartas                | Semifinais             | Final                  | Final       |
| Atleta           | Evento  | Adversário e resultado            | Adversário e resultado | Adversário e resultado | Adversário e resultado | Adversário e resultado | Adversário e resultado | Posição     |
| ---------------- | ------- | --------------------------------- | ---------------------- | ---------------------- | ---------------------- | ---------------------- | ---------------------- | ----------- |
| Agnese Allegrini | Simples | UKR L. Griga D 0-2 (15-21; 11-21) | Não avançou            | Não avançou            | Não avançou            | Não avançou            | Não avançou            | Não avançou |

### Boxe
| Atleta              | Evento           | Fase de 32                  | Fase de 16                  | Quartas                 | Semifinais                 | Final                      | Posição           |
| Atleta              | Evento           | Adversário e resultado      | Adversário e resultado      | Adversário e resultado  | Adversário e resultado     | Adversário e resultado     | Posição           |
| ------------------- | ---------------- | --------------------------- | --------------------------- | ----------------------- | -------------------------- | -------------------------- | ----------------- |
| Vincenzo Picardi    | Peso mosca       | ZAM C. Chiyanika V PTS 10:3 | DOM J. Payano V PTS 8:4     | TUN W. Cherif V PTS 7:5 | THA S. Jongjohor D PTS 1:7 | Não avançou                | Medalha de bronze |
| Vittorio Parrinello | Peso galo        |                             | THA W. Petchkoom D PTS 1:12 | Não avançou             | Não avançou                | Não avançou                | Não avançou       |
| Alessio di Savino   | Peso pena        | USA R. Williams D PTS 1:9   | Não avançou                 | Não avançou             | Não avançou                | Não avançou                | Não avançou       |
| Domenico Valentino  | Peso leve        | MAR T. Tamsamani V PTS 15:4 | CUB Y. Ugás D PTS 2:10      | Não avançou             | Não avançou                | Não avançou                | Não avançou       |
| Clemente Russo      | Peso pesado      |                             | BLR V. Zuyev V PTS 7:1      | UKR O. Usyk V PTS 7:4   | USA D. Wilder V PTS 7:1    | RUS R. Chakhkiev D PTS 2:4 | Medalha de prata  |
| Roberto Cammarelle  | Peso superpesado |                             | CRO M. Tomasović V PTS 13:1 | COL Ó. Rivas V PTS 9:5  | GBR D. Price V RSC         | CHN Zhang Z. D RSC         | Medalha de ouro   |

### Canoagem de velocidade
Masculino
| Atleta                                                        | Evento     | Preliminar | Preliminar | Semifinais | Semifinais | Final       | Final             |
| Atleta                                                        | Evento     | Tempo      | Posição    | Tempo      | Posição    | Tempo       | Posição           |
| ------------------------------------------------------------- | ---------- | ---------- | ---------- | ---------- | ---------- | ----------- | ----------------- |
| Michele Zerial                                                | K-1 500 m  | 1m36s950   | 3º         | 1m42s931   | 4º         | Não avançou | Não avançou       |
| Andrea Facchin Antonio Massimiliano Scaduto                   | K-2 500 m  | 1m30s240   | 3º         |            |            | 1m31s934    | 9º                |
| Andrea Facchin Antonio Massimiliano Scaduto                   | K-2 1000 m | 3m18s897   | 3º         |            |            | 3m14s750    | Medalha de bronze |
| Franco Benedini Luca Piemonte Alberto Ricchetti Antonio Rossi | K-4 1000 m | 2m58s627   | 2º         |            |            | 2m57s626    | 4º                |

Feminino
| Atleta                                                          | Evento    | Preliminar | Preliminar | Semifinais | Semifinais | Final       | Final            |
| Atleta                                                          | Evento    | Tempo      | Posição    | Tempo      | Posição    | Tempo       | Posição          |
| --------------------------------------------------------------- | --------- | ---------- | ---------- | ---------- | ---------- | ----------- | ---------------- |
| Josefa Idem                                                     | K-1 500 m | 1m48s864   | 1º         |            |            | 1m50s677    | Medalha de prata |
| Stefania Cicali Fabiana Sgroi                                   | K-1 500 m | 1m47s018   | 6º         | 1m46s163   | 6º         | Não avançou | Não avançou      |
| Stefania Cicali Alice Fagioli Alessandra Galiotto Fabiana Sgroi | K-4 500 m | 1m37s436   | 4º         | 1m37s887   | 3º         | 1m36s770    | 8º               |

### Canoagem slalom
Masculino
| Atleta                      | Evento | Preliminar | Preliminar | Preliminar | Preliminar | Semifinais | Semifinais | Final  | Final   | Total  | Posição |
| Atleta                      | Evento | Descida 1  | Descida 2  | Total      | Posição    | Tempo      | Posição    | Tempo  | Posição | Total  | Posição |
| --------------------------- | ------ | ---------- | ---------- | ---------- | ---------- | ---------- | ---------- | ------ | ------- | ------ | ------- |
| Andrea Benetti Erik Masoero | C-2    | 100s08     | 102s20     | 202s28     | 8º         | 103s64     | 6º         | 100s48 | 5º      | 204s12 | 5º      |
| Daniele Molmenti            | K-1    | 85s13      | 83s46      | 168s59     | 3º         | 88s56      | 8º         | 142s37 | 10º     | 230s93 | 10º     |

Feminino
| Atleta                   | Evento | Preliminar | Preliminar | Preliminar | Preliminar | Semifinais | Semifinais | Final  | Final   | Total  | Posição |
| Atleta                   | Evento | Descida 1  | Descida 2  | Total      | Posição    | Tempo      | Posição    | Tempo  | Posição | Total  | Posição |
| ------------------------ | ------ | ---------- | ---------- | ---------- | ---------- | ---------- | ---------- | ------ | ------- | ------ | ------- |
| Maria Cristina Giai Pron | K-1    | 102s75     | 100s95     | 203s70     | 9º         | 104s52     | 5º         | 251s26 | 10º     | 355s78 | 10º     |

### Ciclismo BMX
Masculino
| Atleta           | Evento     | Qualificatória | Qualificatória | Quartas | Quartas | Semifinal | Semifinal | Final       | Final       |
| Atleta           | Evento     | Tempo          | Posição        | Pontos  | Posição | Pontos    | Posição   | Tempo       | Posição     |
| ---------------- | ---------- | -------------- | -------------- | ------- | ------- | --------- | --------- | ----------- | ----------- |
| Manuel de Vecchi | Individual | 36,351         | 10º            | 11      | 3º      | 20        | 14º       | Não avançou | Não avançou |

### Ciclismo de estrada
Masculino
| Atleta            | Evento             | Final               | Final         |
| Atleta            | Evento             | Tempo               | Posição       |
| ----------------- | ------------------ | ------------------- | ------------- |
| Paolo Bettini     | Corrida em estrada | 6h24m24s (+0 m35s)  | 17º           |
| Franco Pellizotti | Corrida em estrada | 6h31m06s (+7m17s)   | 49º           |
| Davide Rebellin   | Corrida em estrada | 6h23m49s (+0 m00s)  | DSQ           |
| Marzio Bruseghin  | Corrida em estrada | 6h34m26s (+10 m37s) | 62º           |
| Marzio Bruseghin  | Contra o relógio   | 1h06m20s (+4m09s)   | 21º           |
| Vincenzo Nibali   | Corrida em estrada | Não completou       | Não completou |
| Vincenzo Nibali   | Contra o relógio   | 1h05m36s (+3m14s)   | 14º           |

Feminino
| Atleta          | Evento             | Final              | Final             |
| Atleta          | Evento             | Tempo              | Posição           |
| --------------- | ------------------ | ------------------ | ----------------- |
| Noemi Cantele   | Corrida em estrada | 3h32m45s (+0 m21s) | 15º               |
| Vera Carrara    | Corrida em estrada | Não completou      | Não completou     |
| Tatiana Guderzo | Corrida em estrada | 3h32m24s (+0 m00s) | Medalha de bronze |
| Tatiana Guderzo | Contra o relógio   | 36m37s97 (+1m46s)  | 12º               |

### Ciclismo Mountain Bike
Masculino
| Atleta                | Evento        | Final                    | Final                    |
| Atleta                | Evento        | Tempo                    | Posição                  |
| --------------------- | ------------- | ------------------------ | ------------------------ |
| Marco Aurelio Fontana | Cross-country | 1h59m59s                 | 5º                       |
| Yader Zoli            | Cross-country | Não completou (-1 volta) | Não completou (-1 volta) |

Feminino
| Atleta      | Evento        | Final    | Final   |
| Atleta      | Evento        | Tempo    | Posição |
| ----------- | ------------- | -------- | ------- |
| Eva Lechner | Cross-country | 1h58m22s | 16º     |

### Ciclismo de pista
Masculino
| Atleta          | Evento     | Qualificação            | Qualificação | 1ª Ronda                 | 1ª Ronda   | 2ª Ronda                 | 2ª Ronda                                 | Quartas                | Semifinal              | Final                                                                    | Final |
| Atleta          | Evento     | Tempo Vel. média (km/h) | Pos.         | Adversário e resultado   | Repescagem | Adversário e resultado   | Repescagem                               | Adversário e resultado | Adversário e resultado | Adversário e resultado                                                   | Pos.  |
| --------------- | ---------- | ----------------------- | ------------ | ------------------------ | ---------- | ------------------------ | ---------------------------------------- | ---------------------- | ---------------------- | ------------------------------------------------------------------------ | ----- |
| Roberto Chiappa | Velocidade | 10.314 69,808 km/h      | 8º           | JPN K. Watanabe V 10.796 |            | FRA M. Bourgain D 10.734 | MAS A. Hasni Awang GER S. Nimke D 11.010 |                        |                        | Classificação 9º-12º GER S. Nimke AUS R. Bayley JPN K. Watanabe D 11.051 | 10º   |

| Atleta          | Evento | Preliminar | Repescagem | Semifinais  | Final       |
| Atleta          | Evento | Posição    | Posição    | Posição     | Posição     |
| --------------- | ------ | ---------- | ---------- | ----------- | ----------- |
| Roberto Chiappa | Keirin | REL        | 5º         | Não avançou | Não avançou |

| Atleta                       | Evento             | Pontos/Voltas | Posição |
| ---------------------------- | ------------------ | ------------- | ------- |
| Angelo Ciccone               | Corrida por pontos | 8/0           | 13º     |
| Angelo Ciccone Fabio Masotti | Madison            | 0/-3          | 14º     |

Feminino
| Atleta       | Evento             | Pontos/Voltas | Posição |
| ------------ | ------------------ | ------------- | ------- |
| Vera Carrara | Corrida por pontos | 1/0           | 14º     |

### Esgrima
Masculino
| Atleta                                                            | Evento             | Fase de 64             | Fase de 32                | Fase de 16              | Quartas de final          | Semifinais             | Final                                  | Posição           |
| Atleta                                                            | Evento             | Adversário e resultado | Adversário e resultado    | Adversário e resultado  | Adversário e resultado    | Adversário e resultado | Adversário e resultado                 | Posição           |
| ----------------------------------------------------------------- | ------------------ | ---------------------- | ------------------------- | ----------------------- | ------------------------- | ---------------------- | -------------------------------------- | ----------------- |
| Diego Confalonieri                                                | Espada individual  |                        | POL T. Motyka V 15-10     | HUN G. Imre V 15-9      | ESP J. Abajo D 13-14      | Não avançou            | Não avançou                            | Não avançou       |
| Matteo Tagliariol                                                 | Espada individual  |                        | NOR S. Torkildsen V 15-10 | FRA U. Robeiri V 15-11  | NED B. Verwijlen V 15-11  | ESP J. Abajo V 15-12   | FRA F. Jeannet V 15-9                  | Medalha de ouro   |
| Alfredo Rota                                                      | Espada individual  |                        | HUN G. Boczkó D 10-11     | Não avançou             | Não avançou               | Não avançou            | Não avançou                            | Não avançou       |
| Andrea Cassarà                                                    | Florete individual |                        |                           | AUT R. Schlosser V 15-8 | CHN Zhu J. D 14-15        | Não avançou            | Não avançou                            | Não avançou       |
| Salvatore Sanzo                                                   | Florete individual |                        |                           | CAN J. McGuire V 15-3   | FRA E. Le Pechoux V 10-9  | JPN Y. Ota D 14-15     | Disputa pelo bronze CHN Zhu J. V 15-14 | Medalha de bronze |
| Luigi Tarantino                                                   | Sabre individual   |                        | BRA R. Agresta V 15-8     | FRA B. Sanson V 15-7    | CHN Zhong M. D 13-15      | Não avançou            | Não avançou                            | Não avançou       |
| Aldo Montano                                                      | Sabre individual   |                        | CAN P. Beaudry V 15-4     | ESP J. Pina D 14-15     | Não avançou               | Não avançou            | Não avançou                            | Não avançou       |
| Diego Occhiuzzi                                                   | Sabre individual   |                        | ESP J. Pina D 9-15        | Não avançou             | Não avançou               | Não avançou            | Não avançou                            | Não avançou       |
| Diego Confalonieri Stefano Carozzo Alfredo Rota Matteo Tagliariol | Espada por equipes |                        |                           |                         | KOR Coreia do Sul V 45-37 | FRA França D 39-45     | Disputa pelo bronze CHN China V 45-35  | Medalha de bronze |
| Aldo Montano Diego Occhiuzzi Giampiero Pastore Luigi Tarantino    | Sabre por equipes  |                        |                           |                         | BLR Bielorrússia V 45-39  | FRA França D 41-45     | Disputa pelo bronze RUS Rússia V 45-34 | Medalha de bronze |

Feminino
| Atleta                                                                    | Evento              | Fase de 64             | Fase de 32                 | Fase de 16              | Quartas de final       | Semifinais              | Final                                        | Posição           |
| Atleta                                                                    | Evento              | Adversário e resultado | Adversário e resultado     | Adversário e resultado  | Adversário e resultado | Adversário e resultado  | Adversário e resultado                       | Posição           |
| ------------------------------------------------------------------------- | ------------------- | ---------------------- | -------------------------- | ----------------------- | ---------------------- | ----------------------- | -------------------------------------------- | ----------------- |
| Giovanna Trillini                                                         | Florete individual  |                        | CUB M. Company V 15-7      | RUS A. Chanaeva V 15-3  | GER K. Wachter V 15-8  | KOR Nam H-H. D 10-15    | Disputa pelo bronze ITA M. Granbassi D 12-15 | 4º                |
| Margherita Granbassi                                                      | Florete individual  |                        | NED I. Angad-Gaur V 11-6   | RUS V. Nikichina V 11-4 | RUS E. Lamonova V 12-7 | ITA V. Vezzali D 3-12   | Disputa pelo bronze ITA G. Trillini V 15-12  | Medalha de bronze |
| Valentina Vezzali                                                         | Florete individual  |                        | POL M. Mroczkiewicz V 15-3 | CHN Zhang L. V 10-7     | HUN E. Knapek V 15-3   | ITA M. Granbassi V 12-3 | KOR Nam H-H. V 6-5                           | Medalha de ouro   |
| Ilaria Bianco                                                             | Sabre individual    |                        | CHN Huang H. V 15-12       | RUS S. Velikaya D 6-15  | Não avançou            | Não avançou             | Não avançou                                  | Não avançou       |
| Gioia Marzocca                                                            | Sabre individual    |                        | UKR O. Kharlan D 8-15      | Não avançou             | Não avançou            | Não avançou             | Não avançou                                  | Não avançou       |
| Margherita Granbassi Ilaria Salvatori Giovanna Trillini Valentina Vezzali | Florete por equipes |                        |                            |                         | CHN China V 37-24      | RUS Rússia D 21-22      | Disputa pelo bronze HUN Hungria V 32-23      | Medalha de bronze |

### Futebol
Masculino
| Equipe | Equipe | Fase de grupos                                                | Fase de grupos | Quartas                | Semifinal              | Final                  | Pos. |
| Equipe | Equipe | Adversário e resultado                                        | Pos.           | Adversário e resultado | Adversário e resultado | Adversário e resultado | Pos. |
| --- | --- | ------------------------------------------------------------- | -------------- | ---------------------- | ---------------------- | ---------------------- | ---- |
| Andrea Consigli Emiliano Viviano Ignazio Abate Salvatore Bocchetti Andrea Coda Domenico Criscito Paolo De Ceglie Lorenzo De Silvestri Marco Motta | Robert Acquafresca Giuseppe Rossi Luca Cigarini Daniele Dessena Sebastian Giovinco Riccardo Montolivo Antonio Nocerino Andrea Russotto Antonio Candreva | HON Honduras V 3-0 KOR Coreia do Sul V 3-0 CMR Camarões E 0-0 | 1º (gr. D)     | BEL Bélgica D 2-3      | Não avançou            | Não avançou            | 5º   |

### Ginástica artística
Masculino
| Atleta                                                                                     | Evento           | Aparelho | Aparelho | Aparelho       | Aparelho | Aparelho       | Aparelho  | Qualificação | Qualificação | Final       | Final       |
| Atleta                                                                                     | Evento           | Salto    | Solo     | Cav. com alças | Argolas  | Bar. paralelas | Bar. fixa | Total        | Pos.         | Total       | Pos.        |
| ------------------------------------------------------------------------------------------ | ---------------- | -------- | -------- | -------------- | -------- | -------------- | --------- | ------------ | ------------ | ----------- | ----------- |
| Matteo Angioletti                                                                          | Individual geral | 16,500   | 14,250   |                | 15,625   |                | 13,575    | 59,950       | 64º          | Não avançou | Não avançou |
| Alberto Busnari                                                                            | Individual geral |          | 13,525   | 15,125         |          | 14,625         | 14,375    | 57,650       | 69º          | Não avançou | Não avançou |
| Igor Cassina                                                                               | Individual geral | 0,000    |          | 13,800         |          | 14,125         | 16,000    | 43,925       | 77º          | Não avançou | Não avançou |
| Igor Cassina                                                                               | Barra fixa       |          |          |                |          |                |           | 16,000       | 2º           | 15,675      | 4º          |
| Andrea Coppolino                                                                           | Individual geral | 14,825   | 14,025   | 12,925         | 15,975   | 13,675         |           | 71,425       | 59º          | Não avançou | Não avançou |
| Andrea Coppolino                                                                           | Argolas          |          |          |                |          |                |           | 15,975       | 6º           | 16,225      | 4º          |
| Matteo Morandi                                                                             | Individual geral | 16,100   | 14,175   | 13,700         | 16,025   | 13,725         | 13,850    | 87,575       | 31º          | Não avançou | Não avançou |
| Matteo Morandi                                                                             | Argolas          |          |          |                |          |                |           | 16,025       | 5º           | 16,200      | 6º          |
| Enrico Pozzo                                                                               | Individual geral | 15,700   | 14,800   | 14,325         | 14,250   | 14,750         | 14,850    | 88,675       | 26º          | 89,375      | 19º         |
| Matteo Angioletti Alberto Busnari Igor Cassina Andrea Coppolino Mateo Morandi Enrico Pozzo | Equipes          | 63,125   | 57,250   | 56,950         | 61,875   | 57,225         | 59,075    | 355,500      | 12º          | Não avançou | Não avançou |

Feminino
| Atleta                                                                                              | Evento           | Aparelho | Aparelho | Aparelho          | Aparelho | Qualificação | Qualificação | Final       | Final       |
| Atleta                                                                                              | Evento           | Salto    | Solo     | Bar. assimétricas | Trave    | Total        | Pos.         | Total       | Pos.        |
| --------------------------------------------------------------------------------------------------- | ---------------- | -------- | -------- | ----------------- | -------- | ------------ | ------------ | ----------- | ----------- |
| Francesca Benolli                                                                                   | Individual geral | 15,075   | 13,600   | 14,475            | 13,850   | 57,000       | 35º          | Não avançou | Não avançou |
| Monica Bergamelli                                                                                   | Individual geral | 13,900   |          |                   | 14,350   | 28,250       | 89º          | Não avançou | Não avançou |
| Vanessa Ferrari                                                                                     | Individual geral | 14,825   | 14,650   | 14,050            | 14,775   | 58,300       | 21º          | 59,450      | 11º         |
| Federica Macrì                                                                                      | Individual geral |          | 13,800   | 13,550            |          | 27,350       | 91º          | Não avançou | Não avançou |
| Lia Parolari                                                                                        | Individual geral | 14,075   | 14,575   | 14,375            | 15,175   | 58,200       | 23º          | 58,925      | 14º         |
| Carlotta Giovannini                                                                                 | Individual geral | 15,100   | 13,575   | 14,475            | 19,900   | 57,050       | 34º          | Não avançou | Não avançou |
| Carlotta Giovannini                                                                                 | Salto            |          |          |                   |          | 15,137       | 6º           | 14,550      | 6º          |
| Francesca Benolli Monica Bergamelli Vanessa Ferrari Federica Macrì Lia Parolari Carlotta Giovannini | Equipes          | 59,075   | 56,625   | 57,375            | 58,200   | 231,275      | 10º          | Não avançou | Não avançou |

### Ginástica rítmica
| Atleta                                                                                              | Evento  | Qualificatória | Qualificatória    | Qualificatória | Qualificatória | Final    | Final             | Final  | Final   |
| Atleta                                                                                              | Evento  | 5 cordas       | 3 arcos e 2 maças | Total          | Posição        | 5 cordas | 3 arcos e 2 maças | Total  | Posição |
| --------------------------------------------------------------------------------------------------- | ------- | -------------- | ----------------- | -------------- | -------------- | -------- | ----------------- | ------ | ------- |
| Elisa Blanchi Fabrizia D'Ottavio Marinella Falca Daniela Masseroni Elisa Santoni Anzhelika Savrayuk | Equipes | 17,150         | 17,375            | 34,525         | 4º             | 17,000   | 17,425            | 34,425 | 4º      |

### Ginástica de trampolim
Masculino
| Atleta         | Prova      | Eliminatórias | Eliminatórias | Final       | Final       |
| Atleta         | Prova      | Pontos        | Pos.          | Pontos      | Pos.        |
| -------------- | ---------- | ------------- | ------------- | ----------- | ----------- |
| Flavio Cannone | Individual | 66,50         | 14º           | Não avançou | Não avançou |

### Halterofilismo
Masculino
| Atleta          | Evento | Arranque (kg) | Arremesso (kg) | Total (kg)    | Posição       |
| --------------- | ------ | ------------- | -------------- | ------------- | ------------- |
| Vito Dellino    | -56kg  | 110,0         | 137,0          | 247,0         | 14º           |
| Giorgio De Luca | -69kg  | 131,0         | 0              | Não completou | Não completou |
| Moreno Boer     | -105kg | 150,0         | 170,0          | 330,0         | 18º           |

Feminino
| Atleta         | Evento | Arranque (kg) | Arremesso (kg) | Total (kg)    | Posição       |
| -------------- | ------ | ------------- | -------------- | ------------- | ------------- |
| Genny Pagliaro | -48kg  | 0             | Não completou  | Não completou | Não completou |

### Hipismo
Adestramento
| Atleta              | Cavalo   | Evento     | Grand Prix/ Final Equipes | Grand Prix/ Final Equipes | Grand Prix Special | Grand Prix Special | Grand Prix Freestyle/ Final Individual | Grand Prix Freestyle/ Final Individual | Resultado final | Resultado final |
| Atleta              | Cavalo   | Evento     | Pontos                    | Posição                   | Pontos             | Posição            | Pontos                                 | Posição                                | Total Pontos    | Posição         |
| ------------------- | -------- | ---------- | ------------------------- | ------------------------- | ------------------ | ------------------ | -------------------------------------- | -------------------------------------- | --------------- | --------------- |
| Pierluigi Sangiorgi | Flourian | Individual | 61,875                    | 37º                       | Não avançou        | Não avançou        | Não avançou                            | Não avançou                            | Não avançou     | Não avançou     |

CCE
| Atleta                                                                             | Cavalo                                                    | Evento     | Adestramento | Adestramento | Cross-country | Cross-country | Saltos         | Saltos         | Saltos               | Saltos               | Total  | Total   |
| Atleta                                                                             | Cavalo                                                    | Evento     | Adestramento | Adestramento | Cross-country | Cross-country | Qualificatória | Qualificatória | Final/ Final Equipes | Final/ Final Equipes | Total  | Total   |
| Atleta                                                                             | Cavalo                                                    | Evento     | Pen.         | Posição      | Pen.          | Posição       | Pen.           | Posição        | Pen.                 | Posição              | Pen.   | Posição |
| ---------------------------------------------------------------------------------- | --------------------------------------------------------- | ---------- | ------------ | ------------ | ------------- | ------------- | -------------- | -------------- | -------------------- | -------------------- | ------ | ------- |
| Susanna Bordone                                                                    | Ava                                                       | Individual | 37,80        | 8º           | 28,80         | 21º           | 20             | 26º            | 14                   | 23º                  | 100,60 | 23º     |
| Stefano Brecciaroli                                                                | Cappa Hill                                                | Individual | 50,00        | 33º          | 62,00         | 46º           | 4              | 41º            | Não avançou          | Não avançou          | 116,00 | 40º     |
| Fabio Magni                                                                        | Southern King V                                           | Individual | 49,60        | 31º          | 70,00         | 50º           | 0              | 42º            | Não avançou          | Não avançou          | 119,60 | 41º     |
| Vittoria Panizzon                                                                  | Rock Model                                                | Individual | 50,60        | 35º          | 18,40         | 25º           | 0              | 17º            | 8                    | 16º                  | 77,00  | 16º     |
| Roberto Rotatori                                                                   | Irham De Viages                                           | Individual | 40,00        | 12º          | 22,80         | 17º           | 28             | 30º            | Não avançou          | Não avançou          | 90,80  | 29º     |
| Susanna Bordone Stefano Brecciaroli Fabio Magni Vittoria Panizzon Roberto Rotatori | Ava Cappa Hill Southern King V Rock Model Irham De Viages | Equipes    | 127,40       | 5º           | 71,00         | 4º            |                |                | 48                   | 6º                   | 246,40 | 6º      |

### Judô
Masculino
| Atleta             | Evento  | Preliminares           | Fase de 32                   | Fase de 16                      | Quartas                | Semifinais             | Repescagem                       | Repescagem                | Repescagem                 | Final                  | Final       |
| Atleta             | Evento  | Preliminares           | Fase de 32                   | Fase de 16                      | Quartas                | Semifinais             | 1ª fase                          | Quartas                   | Semifinais                 | Final                  | Final       |
| Atleta             | Evento  | Adversário e resultado | Adversário e resultado       | Adversário e resultado          | Adversário e resultado | Adversário e resultado | Adversário e resultado           | Adversário e resultado    | Adversário e resultado     | Adversário e resultado | Pos.        |
| ------------------ | ------- | ---------------------- | ---------------------------- | ------------------------------- | ---------------------- | ---------------------- | -------------------------------- | ------------------------- | -------------------------- | ---------------------- | ----------- |
| Giovanni Casale    | -66 kg  |                        | CHI F. Novoa V 1000-0000     | PRK Pak C-M. D 0001-0010        |                        |                        | TKM G. Nurmuhammedov V 0012-0000 | POR P. Dias V 1001-0001   | RUS A. Gadanov D 0010-1002 | Não avançou            | Não avançou |
| Giuseppe Maddaloni | -81 kg  |                        | PUR A. Brenes V 0020-0001    | NED G. Elmont D 0000-1001       |                        |                        | MGL D. Nyamkhüü D 0000-1000      | Não avançou               | Não avançou                | Não avançou            | Não avançou |
| Roberto Meloni     | -90 kg  |                        | LAT J. Borodavko V 0100-0010 | FRA Y-M. Dafreville D 0000-1001 |                        |                        | CUB A. González V 1001-0001      | BRA E. Santos D 0000-1000 | Não avançou                | Não avançou            | Não avançou |
| Paolo Bianchessi   | +100 kg |                        | JPN S. Ishii D 0000-1011     |                                 |                        |                        | EGY I. El Shehaby V 0010-0000    | RUS T. Tmenov D 0000-0010 | Não avançou                | Não avançou            | Não avançou |

Feminino
| Atleta             | Evento | Preliminares           | Fase de 32                  | Fase de 16                    | Quartas                       | Semifinais               | Repescagem             | Repescagem                | Repescagem             | Final                          | Final           |
| Atleta             | Evento | Preliminares           | Fase de 32                  | Fase de 16                    | Quartas                       | Semifinais               | 1ª fase                | Quartas                   | Semifinais             | Final                          | Final           |
| Atleta             | Evento | Adversário e resultado | Adversário e resultado      | Adversário e resultado        | Adversário e resultado        | Adversário e resultado   | Adversário e resultado | Adversário e resultado    | Adversário e resultado | Adversário e resultado         | Pos.            |
| ------------------ | ------ | ---------------------- | --------------------------- | ----------------------------- | ----------------------------- | ------------------------ | ---------------------- | ------------------------- | ---------------------- | ------------------------------ | --------------- |
| Giulia Quintavalle | -57 kg |                        | GER Y. Bonisch V 0101-0001  | MGL K. Erdenet-Od V 1010-0001 | FRA B. Harel V 0010-0001      | AUS M. Pekli V 0010-0002 |                        |                           |                        | NED D. Gravenstijn V 0011-0001 | Medalha de ouro |
| Ylenia Scapin      | -70 kg |                        |                             | BEL C. Jacques V 0010-0000    | CUB A. Hernández D 0000-1000  |                          |                        | COL Y. Alvear D 0010-1000 | Não avançou            | Não avançou                    | Não avançou     |
| Lucia Morico       | -78 kg |                        |                             | JPN S. Nakazawa V 0010-0001   | ESP E. San Miguel D 0011-0220 |                          |                        | BRA E. Silva D 0000-1101  | Não avançou            | Não avançou                    | Não avançou     |
| Michela Torrenti   | +78 kg |                        | AUS J. Shepherd D 0000-0001 | Não avançou                   | Não avançou                   | Não avançou              | Não avançou            | Não avançou               | Não avançou            | Não avançou                    | Não avançou     |

### Lutas
Greco-romana
| Atleta            | Evento | Preliminar             | Oitavas de final           | Quartas de final               | Semifinal                    | Repescagem 1ª rodada       | Repescagem 2ª rodada   | Final                        | Final           |
| Atleta            | Evento | Adversário e resultado | Adversário e resultado     | Adversário e resultado         | Adversário e resultado       | Adversário e resultado     | Adversário e resultado | Adversário e resultado       | Pos.            |
| ----------------- | ------ | ---------------------- | -------------------------- | ------------------------------ | ---------------------------- | -------------------------- | ---------------------- | ---------------------------- | --------------- |
| Andrea Minguzzi   | -84 kg |                        | FRA M. Noumonvi V 1-1, 1-1 | RUS A. Mishine V 1-1, 0-3, 2-1 | SWE A. Abrahamian V 1-1, 2-1 |                            |                        | HUN Z. Fodor V 1-1, 1-1, 4-0 | Medalha de ouro |
| Daigoro Timoncini | -96 kg | JPN K. Kato V 2-0, 5-0 | RUS A. Khushtov D 0-4, 0-4 |                                |                              | KAZ A. Mambetov D 1-2, 0-2 | Não avançou            | Não avançou                  | Não avançou     |

### Nado sincronizado
| Atletas                       | Evento | Rotina técnica | Rotina técnica | Rotina livre | Rotina livre | Rotina livre | Rotina livre | Rotina livre - Final | Rotina livre - Final | Rotina livre - Final | Rotina livre - Final |
| Atletas                       | Evento | Pontos         | Posição        | Pontos       | Posição      | Total        | Posição      | Pontos               | Posição              | Total                | Posição              |
| ----------------------------- | ------ | -------------- | -------------- | ------------ | ------------ | ------------ | ------------ | -------------------- | -------------------- | -------------------- | -------------------- |
| Beatrice Adelizzi Giulia Lapi | Dueto  | 46,834         | 7º             | 47,000       | 7º           | 93,834       | 7º           | 46,917               | 7º                   | 93,751               | 7º                   |

### Natação
Masculino
| Atleta(s)                                                                            | Evento          | Eliminatórias                                  | Eliminatórias   | Semifinal   | Semifinal   | Final                                           | Final       |
| Atleta(s)                                                                            | Evento          | Tempo                                          | Posição         | Tempo       | Posição     | Tempo                                           | Posição     |
| ------------------------------------------------------------------------------------ | --------------- | ---------------------------------------------- | --------------- | ----------- | ----------- | ----------------------------------------------- | ----------- |
| Alessandro Calvi                                                                     | 50 m livre      | 22s50                                          | 30º             | Não avançou | Não avançou | Não avançou                                     | Não avançou |
| Filippo Magnini                                                                      | 100 m livre     | 48s30                                          | 10º             | 48s11       | 9º          | Não avançou                                     | Não avançou |
| Christian Galenda                                                                    | 100 m livre     | 48s55                                          | 16º             | 48s47       | 12º         | Não avançou                                     | Não avançou |
| Emiliano Brembilla                                                                   | 200 m livre     | 1m47s04                                        | 9º              | 1m47s70     | 11º         | Não avançou                                     | Não avançou |
| Massimiliano Rosolino                                                                | 200 m livre     | 1m48s76                                        | 28º             | Não avançou | Não avançou | Não avançou                                     | Não avançou |
| Massimiliano Rosolino                                                                | 400 m livre     | 3m45s57                                        | 13º             |             |             | Não avançou                                     | Não avançou |
| Federico Colbertaldo                                                                 | 400 m livre     | 3m45s28                                        | 11º             |             |             | Não avançou                                     | Não avançou |
| Federico Colbertaldo                                                                 | 1500 m livre    | 14m51s44                                       | 10º             |             |             | Não avançou                                     | Não avançou |
| Samuel Pizzetti                                                                      | 1500 m livre    | 15m07s02                                       | 17º             |             |             | Não avançou                                     | Não avançou |
| Mirco Di Tora                                                                        | 100 m costas    | 54s39                                          | 14º             | 54s92       | 15º         | Não avançou                                     | Não avançou |
| Damiano Lestingi                                                                     | 100 m costas    | 54s78                                          | 18º             | Não avançou | Não avançou | Não avançou                                     | Não avançou |
| Damiano Lestingi                                                                     | 200 m costas    | 1m58s53                                        | 12º             | 1m58s25     | 11º         | Não avançou                                     | Não avançou |
| Mattia Aversa                                                                        | 200 m costas    | 2m00s25                                        | 25º             | Não avançou | Não avançou | Não avançou                                     | Não avançou |
| Alessandro Terrin                                                                    | 100 m peito     | Desclassificado                                | Desclassificado | Não avançou | Não avançou | Não avançou                                     | Não avançou |
| Paolo Bossini                                                                        | 200 m peito     | 2m08s98 (OR)                                   | 2º              | 2m09s95     | 7º          | 2m11s48                                         | 8º          |
| Loris Facci                                                                          | 200 m peito     | 2m09s12                                        | 3º              | 2m09s75     | 6º          | 2m10s57                                         | 7º          |
| Mattia Nalesso                                                                       | 100 m borboleta | Não completou                                  | Não completou   | Não avançou | Não avançou | Não avançou                                     | Não avançou |
| Niccolò Beni                                                                         | 200 m borboleta | 1m56s99                                        | 20º             | Não avançou | Não avançou | Não avançou                                     | Não avançou |
| Alessio Boggiato                                                                     | 200 m medley    | 1m58s80                                        | 7º              | 1m59s77     | 12º         | Não avançou                                     | Não avançou |
| Alessio Boggiato                                                                     | 400 m medley    | 4m10s68                                        | 6º              |             |             | 4m12s16                                         | 4º          |
| Luca Marin                                                                           | 400 m medley    | 4m10s22                                        | 3º              |             |             | 4m12s47                                         | 5º          |
| Alessandro Calvi Christian Galenda Marco Belotti Filippo Magnini Michele Santucci    | 4x100 m livre   | Calvi Galenda Santucci Magnini 3m12s65         | 4º              |             |             | Calvi Galenda Belotti Magnini 3m11s48 (NR)      | 4º          |
| Marco Belotti Emiliano Brembilla Massimiliano Rosolino Filippo Magnini Nicola Cassio | 4x200 m livre   | Cassio Belotti Brembilla Rosolino 7m07s84 (ER) | 4º              |             |             | Belotti Brembilla Rosolino Magnini 7m05s35 (NR) | 4º          |
| Mirco di Tora Loris Facci Mattia Nalesso Filippo Magnini Alessandro Terrin           | 4x100 m medley  | di Tora Terrin Nalesso Magnini 3m34s32         | 8º              |             |             | di Tora Facci Nalesso Magnini DSQ               | -           |
| Valerio Cleri                                                                        | 10 km maratona  |                                                |                 |             |             | 1h52m07s5                                       | 4º          |

Feminino
| Atleta(s)                                                                                  | Evento          | Eliminatórias                                 | Eliminatórias | Semifinal       | Semifinal       | Final                                       | Final            |
| Atleta(s)                                                                                  | Evento          | Tempo                                         | Posição       | Tempo           | Posição         | Tempo                                       | Posição          |
| ------------------------------------------------------------------------------------------ | --------------- | --------------------------------------------- | ------------- | --------------- | --------------- | ------------------------------------------- | ---------------- |
| Cristina Chiuso                                                                            | 50 m livre      | 25s74                                         | 34º           | Não avançou     | Não avançou     | Não avançou                                 | Não avançou      |
| Maria Laura Simonetto                                                                      | 100 m livre     | 56s72                                         | 42º           | Não avançou     | Não avançou     | Não avançou                                 | Não avançou      |
| Federica Pellegrini                                                                        | 200 m livre     | 1m55s45 (WR)                                  | 1º            | 1m57s23         | 3º              | 1m54s82 (WR)                                | Medalha de ouro  |
| Federica Pellegrini                                                                        | 400 m livre     | 4m02s19 (OR)                                  | 1º            |                 |                 | 4m04s56                                     | 5º               |
| Federica Pellegrini                                                                        | 800 m livre     | Não largou                                    | Não largou    |                 |                 | Não avançou                                 | Não avançou      |
| Alessia Filippi                                                                            | 800 m livre     | 8m21s95                                       | 4º            |                 |                 | 8m20s23                                     | Medalha de prata |
| Alessia Filippi                                                                            | 400 m medley    | 4m35s11                                       | 3º            |                 |                 | 4m34s34                                     | 5º               |
| Romina Armellini                                                                           | 100 m costas    | 1m02s21                                       | 26º           | Não avançou     | Não avançou     | Não avançou                                 | Não avançou      |
| Roberta Panara                                                                             | 100 m peito     | 1m08s90                                       | 22º           | Não avançou     | Não avançou     | Não avançou                                 | Não avançou      |
| Ilaria Bianchi                                                                             | 100 m borboleta | 58s12                                         | 7º            | Desclassificado | Desclassificado | Não avançou                                 | Não avançou      |
| Paola Cavallino                                                                            | 200 m borboleta | 2m10s46                                       | 21º           | Não avançou     | Não avançou     | Não avançou                                 | Não avançou      |
| Erika Ferraioli Federica Pellegrini Maria Laura Simonetto Christina Chiuso                 | 4x100 m livre   | 3m40s42                                       | 10º           |                 |                 | Não avançou                                 | Não avançou      |
| Renata Fabiola Spagnolo Alessia Filippi Flavia Zoccari Federica Pellegrini Alice Carpanese | 4x200 m livre   | Spagnolo Zoccari Carpanese Pellegrini 7m53s38 | 3º            |                 |                 | Spagnolo Filippi Zoccari Pellegrini 7m49s76 | 4º               |
| Romina Armellini Roberta Panara Ilaria Bianchi Federica Pellegrini                         | 4x100 m medley  | 4m04s93                                       | 14º           |                 |                 | Não avançou                                 | Não avançou      |
| Martina Grimaldi                                                                           | 10 km maratona  |                                               |               |                 |                 | 1h59m40s7                                   | 10º              |

### Pentatlo moderno
Masculino
| Atleta           | Evento     | Tiro   | Tiro | Esgrima  | Esgrima | Natação | Natação | Hipismo | Hipismo | Corrida | Corrida | Total | Posição |
| Atleta           | Evento     | Pontos | PPM  | Vitórias | PPM     | Tempo   | PPM     | Pontos  | PPM     | Tempo   | PPM     | PPM   | Posição |
| ---------------- | ---------- | ------ | ---- | -------- | ------- | ------- | ------- | ------- | ------- | ------- | ------- | ----- | ------- |
| Nicola Benedetti | Individual | 183    | 1132 | 16       | 784     | 2m15s10 | 1180    | 69.15   | 1056    | 9m18s27 | 1168    | 5320  | 14º     |
| Andrea Valentini | Individual | 182    | 1120 | 18       | 832     | 2m11s70 | 1220    | 92.13   | 972     | 9m26s90 | 1136    | 5280  | 17º     |

Feminino
| Atleta          | Evento     | Tiro   | Tiro | Esgrima  | Esgrima | Natação | Natação | Hipismo | Hipismo | Corrida   | Corrida | Total | Posição |
| Atleta          | Evento     | Pontos | PPM  | Vitórias | PPM     | Tempo   | PPM     | Pontos  | PPM     | Tempo     | PPM     | PPM   | Posição |
| --------------- | ---------- | ------ | ---- | -------- | ------- | ------- | ------- | ------- | ------- | --------- | ------- | ----- | ------- |
| Claudia Corsini | Individual | 184    | 1144 | 14       | 736     | 2m19s22 | 1252    | 69.83   | 1116    | 10 m40s01 | 1160    | 5408  | 14º     |
| Sara Bertoli    | Individual | 174    | 1024 | 13       | 712     | 2m21s92 | 1220    | 107.07  | 872     | 10 m48s46 | 1128    | 4956  | 32º     |

Legenda: PPM = Pontos de Pentatlo moderno

### Polo aquático
Masculino
| Equipe | Fase de Grupos                                                                                       | Fase de Grupos | Quartas-de-final       | Disputa do 5º ao 12º lugares                                             | Semifinal              | Final                  | Pos. |
| Equipe | Adversário e resultado                                                                               | Pos.           | Adversário e resultado | Adversário e resultado                                                   | Adversário e resultado | Adversário e resultado | Pos. |
| --- | --- | -------------- | ---------------------- | ------------------------------------------------------------------------ | ---------------------- | ---------------------- | ---- |
| Alberto Angelini Fabio Bencivenga Fabrizio Buonocore Leonardo Binchi Luigi di Constanzo Federico Mistrangelo Fabio Violetti Leonardo Sottani Alessandro Calcaterra Stefano Tempesti Andrea Mangiante Valentino Gallo Maurizio Felugo | CRO Croácia D 7-11 USA Estados Unidos D 11-12 CHN China V 19-7 GER Alemanha D 7-8 SRB Sérvia V 13-12 | 5º (Gr. B)     | Não avançou            | Class. 9º-12º CAN Canadá V 13-11 Decisão do 9º lugar GER Alemanha V 10-8 | Não avançou            | Não avançou            | 9º   |

Feminino
| Equipe | Fase de Grupos                                             | Fase de Grupos | Quartas-de-final              | Semifinal                            | Final                  | Pos. |
| Equipe | Adversário e resultado                                     | Pos.           | Adversário e resultado        | Adversário e resultado               | Adversário e resultado | Pos. |
| --- | ---------------------------------------------------------- | -------------- | ----------------------------- | ------------------------------------ | ---------------------- | ---- |
| Federica Rocco Chiara Brancati Silvia Bosurgi Teresa Frassinetti Martina Miceli Maddalena Musumeci Francesca Pavan Cinzia Ragusa Tania di Mario Elisa Casanova Elena Gigli Manuela Zanchi Erzsebet Valkai | RUS Rússia V 9-8 USA Estados Unidos E 9-9 CHN China V 10-9 | 2º (Gr. A)     | NED Países Baixos D 8-8 (3-5) | Decisão do 5º lugar CHN China D 7-10 | Não avançou            | 6º   |

### Remo
Masculino
| Equipe                                                           | Evento           | Eliminatórias | Eliminatórias | Repescagem | Repescagem | Quartas | Quartas | Semifinal | Semifinal | Final   | Final                |
| Equipe                                                           | Evento           | Tempo         | Posição       | Tempo      | Posição    | Tempo   | Posição | Tempo     | Posição   | Tempo   | Posição (Pos. final) |
| ---------------------------------------------------------------- | ---------------- | ------------- | ------------- | ---------- | ---------- | ------- | ------- | --------- | --------- | ------- | -------------------- |
| Giuseppe de Vita Raffaello Leonardo                              | Dois sem         | 6m51s01       | 2º S A/B      |            |            |         |         | 6m47s30   | 5º FB     | 7m04s91 | 5º (11º)             |
| Marcello Miani Elia Luini                                        | Skiff duplo leve | 6m16s16       | 1º S A/B      |            |            |         |         | 6m31s16   | 2º FA     | 6m16s15 | 4º (4º)              |
| Carlo Mornati Alessio Sartori Niccolo Mornati Lorenzo Carboncini | Quatro sem       | 6m02s84       | 2º S A/B      |            |            |         |         | 6m05s21   | 6º FB     | 6m08s77 | 5º (11º)             |
| Luca Agamennoni Simone Venier Rossano Galtarossa Simone Raineri  | Skiff quádruplo  | 5m36s42       | 2º S A/B      |            |            |         |         | 5m51s20   | 1º FA     | 5m43s57 | Medalha de prata     |
| Catello Amarante Salvatore Amitrano Jiri Vlcek Bruno Mascarenhas | Quatro sem leve  | 5m54s12       | 3º S A/B      |            |            |         |         | 6m14s73   | 5º FB     | 6m03s12 | 1º (7º)              |

Feminino
| Equipe                                | Evento        | Eliminatórias | Eliminatórias | Repescagem | Repescagem | Quartas | Quartas  | Semifinal | Semifinal | Final   | Final                |
| Equipe                                | Evento        | Tempo         | Posição       | Tempo      | Posição    | Tempo   | Posição  | Tempo     | Posição   | Tempo   | Posição (Pos. final) |
| ------------------------------------- | ------------- | ------------- | ------------- | ---------- | ---------- | ------- | -------- | --------- | --------- | ------- | -------------------- |
| Gabriella Bascelli                    | Skiff simples | 7m43s67       | 1º Q          |            |            | 7m36s68 | 3º S A/B | 7m42s10   | 4º FB     | 7m48s91 | 2º (8º)              |
| Elisabetta Sancassani Laura Schiavone | Skiff duplo   | 7m30s25       | 5º R          | 7m08s00    | 4º FB      |         |          |           |           | 7m29s22 | 4º (10º)             |

### Saltos ornamentais
Masculino
| Atletas             | Evento                     | Preliminares | Preliminares | Semifinal   | Semifinal   | Final       | Final       |
| Atletas             | Evento                     | Pontos       | Posição      | Pontos      | Posição     | Pontos      | Posição     |
| ------------------- | -------------------------- | ------------ | ------------ | ----------- | ----------- | ----------- | ----------- |
| Nicola Marconi      | Trampolim 3 m individual   | 430,90       | 18º          | 444,55      | 14º         | Não avançou | Não avançou |
| Tommaso Marconi     | Trampolim 3 m individual   | 360,15       | 28º          | Não avançou | Não avançou | Não avançou | Não avançou |
| Francesco Dell'Uomo | Plataforma 10 m individual | 388,80       | 25º          | Não avançou | Não avançou | Não avançou | Não avançou |

Feminino
| Atletas                       | Evento                     | Preliminares | Preliminares | Semifinal | Semifinal | Final       | Final       |
| Atletas                       | Evento                     | Pontos       | Posição      | Pontos    | Posição   | Pontos      | Posição     |
| ----------------------------- | -------------------------- | ------------ | ------------ | --------- | --------- | ----------- | ----------- |
| Maria Marconi                 | Trampolim 3 m individual   | 286,10       | 14º          | 277,50    | 17º       | Não avançou | Não avançou |
| Tania Cagnotto                | Trampolim 3 m individual   | 332,90       | 6º           | 332,40    | 5º        | 349,20      | 5º          |
| Tania Cagnotto                | Plataforma 10 m individual | 328,30       | 11º          | 292,60    | 13º       | Não avançou | Não avançou |
| Valentina Marocchi            | Plataforma 10 m individual | 313,05       | 15º          | 283,15    | 15º       | Não avançou | Não avançou |
| Noemi Batki Francesca Dallapè | Trampolim 3 m sincronizado |              |              |           |           | 296,60      | 6º          |

### Taekwondo
Masculino
| Atleta          | Evento | Preliminares           | Quartas                | Semifinais             | Repescagem             | Final                  | Posição          |
| Atleta          | Evento | Adversário e resultado | Adversário e resultado | Adversário e resultado | Adversário e resultado | Adversário e resultado | Posição          |
| --------------- | ------ | ---------------------- | ---------------------- | ---------------------- | ---------------------- | ---------------------- | ---------------- |
| Mauro Sarmiento | -80kg  | CIV S. Konan V 4-1     | USA S. Lopez V 2-1     | GBR A. Cook V 6-5      |                        | IRI H. Saei D 4-6      | Medalha de prata |
| Leonardo Basile | +80kg  | CUB Á. Matos D 1-3     | Não avançou            | Não avançou            | Não avançou            | Não avançou            | Não avançou      |

Feminino
| Atleta             | Evento | Preliminares           | Quartas                | Semifinais             | Repescagem             | Final                                  | Posição |
| Atleta             | Evento | Adversário e resultado | Adversário e resultado | Adversário e resultado | Adversário e resultado | Adversário e resultado                 | Posição |
| ------------------ | ------ | ---------------------- | ---------------------- | ---------------------- | ---------------------- | -------------------------------------- | ------- |
| Veronica Calabrese | -57kg  | COL D. Patiño V 2-0    | SEN B. Diedhiou V 3-0  | KOR Lim S-J. D 1-5     |                        | Disputa pelo bronze USA D. Lopez D 2-3 | 5º      |

### Tênis
Masculino
| Atleta                       | Evento  | Fase de 64                     | Fase de 32                              | Fase de 16             | Quartas                | Semifinais             | Final                  | Final       |
| Atleta                       | Evento  | Adversário e resultado         | Adversário e resultado                  | Adversário e resultado | Adversário e resultado | Adversário e resultado | Adversário e resultado | Posição     |
| ---------------------------- | ------- | ------------------------------ | --------------------------------------- | ---------------------- | ---------------------- | ---------------------- | ---------------------- | ----------- |
| Simone Bolelli               | Simples | ROU V. Hănescu D 5-7, 6-3, 4-6 | Não avançou                             | Não avançou            | Não avançou            | Não avançou            | Não avançou            | Não avançou |
| Andreas Seppi                | Simples | ESP T. Robredo V 6-4, 4-6, 8-6 | CZE T. Berdych D 3-6, 6-7               | Não avançou            | Não avançou            | Não avançou            | Não avançou            | Não avançou |
| Potito Starace               | Simples | ESP R. Nadal D 2-6, 6-3, 2-6   | Não avançou                             | Não avançou            | Não avançou            | Não avançou            | Não avançou            | Não avançou |
| Simone Bolelli Andreas Seppi | Duplas  |                                | SUI R. Federer - S. Wawrinka D 5-7, 1-6 | Não avançou            | Não avançou            | Não avançou            | Não avançou            | Não avançou |

Feminino
| Atleta                              | Evento  | Fase de 64                     | Fase de 32                                    | Fase de 16                                  | Quartas                                           | Semifinais             | Final                  | Final       |
| Atleta                              | Evento  | Adversário e resultado         | Adversário e resultado                        | Adversário e resultado                      | Adversário e resultado                            | Adversário e resultado | Adversário e resultado | Posição     |
| ----------------------------------- | ------- | ------------------------------ | --------------------------------------------- | ------------------------------------------- | ------------------------------------------------- | ---------------------- | ---------------------- | ----------- |
| Sara Errani                         | Simples | AUS S. Stosur D 3-6, 2-6       | Não avançou                                   | Não avançou                                 | Não avançou                                       | Não avançou            | Não avançou            | Não avançou |
| Flavia Pennetta                     | Simples | EST K. Kanepi D 2-6, 6-7       | Não avançou                                   | Não avançou                                 | Não avançou                                       | Não avançou            | Não avançou            | Não avançou |
| Mara Santangelo                     | Simples | RUS D. Safina D 3-6, 6-7       | Não avançou                                   | Não avançou                                 | Não avançou                                       | Não avançou            | Não avançou            | Não avançou |
| Francesca Schiavone                 | Simples | UZB A. Amanmuradova V 6-4, 6-2 | POL A. Radwanska V 6-3, 7-6                   | RUS V. Zvonareva D 6-7, 4-6                 | Não avançou                                       | Não avançou            | Não avançou            | Não avançou |
| Mara Santangelo Roberta Vinci       | Duplas  |                                | RUS S. Kuznetsova - D. Safina D 1-6, 6-3, 5-7 | Não avançou                                 | Não avançou                                       | Não avançou            | Não avançou            | Não avançou |
| Flavia Pennetta Francesca Schiavone | Duplas  |                                | AUS C. Dellacqua - A. Molik V 6-4, 6-4        | TPE Chuang C-J. - Chan Y-J. V 7-6, 1-6, 8-6 | UKR A. Bondarenko - K. Bondarenko V 1-6, 6-3, 5-7 | Não avançou            | Não avançou            | Não avançou |

### Tênis de mesa
Masculino
| Atleta(s)      | Evento     | Preliminar                                                  | 1ª etapa                                            | 2ª etapa                                                       | 3ª etapa               | 4ª etapa               | Quartas                | Semifinais             | Final                  |
| Atleta(s)      | Evento     | Adversário e resultado                                      | Adversário e resultado                              | Adversário e resultado                                         | Adversário e resultado | Adversário e resultado | Adversário e resultado | Adversário e resultado | Adversário e resultado |
| -------------- | ---------- | ----------------------------------------------------------- | --------------------------------------------------- | -------------------------------------------------------------- | ---------------------- | ---------------------- | ---------------------- | ---------------------- | ---------------------- |
| Mihai Bobocica | Individual | IRI A. Norouzi V 4-2 (11-7, 10-12, 11-6, 9-11, 11-4, 12-10) | RUS F. Kuzmin V 4-1 (11-7, 3-11, 11-5, 11-7, 12-10) | SLO B. Tokič D 3-4 (12-14, 11-6, 11-5, 8-11, 9-11, 11-8, 6-11) | Não avançou            | Não avançou            | Não avançou            | Não avançou            | Não avançou            |

Feminino
| Atleta(s)              | Evento     | Preliminar             | 1ª etapa                                                        | 2ª etapa                                             | 3ª etapa               | 4ª etapa               | Quartas                | Semifinais             | Final                  |
| Atleta(s)              | Evento     | Adversário e resultado | Adversário e resultado                                          | Adversário e resultado                               | Adversário e resultado | Adversário e resultado | Adversário e resultado | Adversário e resultado | Adversário e resultado |
| ---------------------- | ---------- | ---------------------- | --------------------------------------------------------------- | ---------------------------------------------------- | ---------------------- | ---------------------- | ---------------------- | ---------------------- | ---------------------- |
| Nikoleta Stefanova     | Individual |                        | RUS O. Fadeeva V 4-0 (11-5, 11-5, 11-7, 11-6)                   | CRO T. Boroš D 1-4 (4-11, 6-11, 6-11, 11-8, 8-11)    | Não avançou            | Não avançou            | Não avançou            | Não avançou            | Não avançou            |
| Wenling Tan Monfardini | Individual |                        | UKR T. Sorochinskaya V 4-2 (11-7, 11-6, 9-11, 11-4, 7-11, 11-4) | AUT Li Q. D 2-4 (11-8, 7-11, 8-11, 11-8, 5-11, 4-11) | Não avançou            | Não avançou            | Não avançou            | Não avançou            | Não avançou            |

### Tiro
Masculino
| Atleta              | Evento                 | Qualificação | Qualificação | Final       | Final       | Posição          |
| Atleta              | Evento                 | Placar       | Posição      | Placar      | Total       | Posição          |
| ------------------- | ---------------------- | ------------ | ------------ | ----------- | ----------- | ---------------- |
| Niccolo Campriani   | Carabina de ar 10 m    | 594          | 12º          | Não avançou | Não avançou | 12º              |
| Niccolo Campriani   | Carabina deitado 50 m  | 588          | 38º          | Não avançou | Não avançou | 38º              |
| Niccolo Campriani   | Carabina três posições | 1153         | 39º          | Não avançou | Não avançou | 39º              |
| Marco De Nicolo     | Carabina de ar 10 m    | 592          | 20º          | Não avançou | Não avançou | 20º              |
| Marco De Nicolo     | Carabina deitado 50 m  | 593          | 15º          | Não avançou | Não avançou | 15º              |
| Marco De Nicolo     | Carabina três posições | 1169         | 9º           | Não avançou | Não avançou | 9º               |
| Mauro Badaracchi    | Pistola de ar 10 m     | 571          | 40º          | Não avançou | Não avançou | 40º              |
| Vigilio Fait        | Pistola de ar 10 m     | 580          | 9º           | Não avançou | Não avançou | 9º               |
| Vigilio Fait        | Pistola livre 50 m     | 551          | 28º          | Não avançou | Não avançou | 28º              |
| Francesco Bruno     | Pistola livre 50 m     | 554          | 19º          | Não avançou | Não avançou | 19º              |
| Andrea Benelli      | Skeet                  | 113          | 24º          | Não avançou | Não avançou | 24º              |
| Ennio Falco         | Skeet                  | 117          | 14º          | Não avançou | Não avançou | 14º              |
| Erminio Frasca      | Fossa olímpica         | 120          | 3º           | 20          | 140         | 6º               |
| Giovanni Pellielo   | Fossa olímpica         | 120          | 4º           | 23          | 143         | Medalha de prata |
| Francesco D'Aniello | Fossa olímpica dublê   | 141          | 2º           | 46          | 187         | Medalha de prata |
| Daniele Di Spigno   | Fossa olímpica dublê   | 135          | 10º          | Não avançou | Não avançou | 10º              |

Feminino
| Atleta             | Evento                 | Qualificação | Qualificação | Final       | Final       | Posição         |
| Atleta             | Evento                 | Placar       | Posição      | Placar      | Total       | Posição         |
| ------------------ | ---------------------- | ------------ | ------------ | ----------- | ----------- | --------------- |
| Valentina Turisini | Carabina de ar 10 m    | 393          | 28º          | Não avançou | Não avançou | 28º             |
| Valentina Turisini | Carabina três posições | 579          | 15º          | Não avançou | Não avançou | 15º             |
| Maura Genovesi     | Pistola de ar 10 m     | 378          | 28º          | Não avançou | Não avançou | 28º             |
| Maura Genovesi     | Pistola livre 25 m     | 576          | 24º          | Não avançou | Não avançou | 24º             |
| Chiara Cainero     | Skeet                  | 72 (OR)      | 1º           | 21          | 93+2 (OR)   | Medalha de ouro |
| Deborah Gelisio    | Fossa olímpica         | 66           | 7º           | Não avançou | Não avançou | 7º              |

### Tiro com arco
Masculino
| Atleta                                     | Evento     | Fase de Ranking | Fase de Ranking | Fase de 64             | Fase de 32                          | Oitavas                | Quartas                | Semifinais             | Final                       | Final            |
| Atleta                                     | Evento     | Placar          | Chave           | Adversário e resultado | Adversário e resultado              | Adversário e resultado | Adversário e resultado | Adversário e resultado | Adversário e resultado      | Posição          |
| ------------------------------------------ | ---------- | --------------- | --------------- | ---------------------- | ----------------------------------- | ---------------------- | ---------------------- | ---------------------- | --------------------------- | ---------------- |
| Ilario Di Buò                              | Individual | 670             | 9º              | CZE M. Bulíř V 111-100 | USA V. Wunderle D 108 (17)-108 (19) | Não avançou            | Não avançou            | Não avançou            | Não avançou                 | Não avançou      |
| Marco Galiazzo                             | Individual | 667             | 12º             | DEN N. Dall V 114-97   | GBR A. Wills D 109-110              | Não avançou            | Não avançou            | Não avançou            | Não avançou                 | Não avançou      |
| Mauro Nespoli                              | Individual | 649             | 44º             | GBR A. Wills D 99-103  | Não avançou                         | Não avançou            | Não avançou            | Não avançou            | Não avançou                 | Não avançou      |
| Ilario Di Buò Marco Galiazzo Mauro Nespoli | Equipes    | 1986            | 6º              |                        |                                     | CAN Canadá V 219-217   | MAS Malásia V 218-213  | UKR Ucrânia V 223-221  | KOR Coreia do Sul D 225-227 | Medalha de prata |

Feminino
| Atleta                                            | Evento     | Fase de Ranking | Fase de Ranking | Fase de 64                       | Fase de 32             | Oitavas                    | Quartas                     | Semifinais             | Final                  | Final       |
| Atleta                                            | Evento     | Placar          | Chave           | Adversário e resultado           | Adversário e resultado | Adversário e resultado     | Adversário e resultado      | Adversário e resultado | Adversário e resultado | Posição     |
| ------------------------------------------------- | ---------- | --------------- | --------------- | -------------------------------- | ---------------------- | -------------------------- | --------------------------- | ---------------------- | ---------------------- | ----------- |
| Pia Carmen Lionetti                               | Individual | 613             | 51º             | FRA B. Schuh D 107-112           | Não avançou            | Não avançou                | Não avançou                 | Não avançou            | Não avançou            | Não avançou |
| Elena Tonetta                                     | Individual | 595             | 55º             | COL A. Rendón D 106 (9)-106 (10) | Não avançou            | Não avançou                | Não avançou                 | Não avançou            | Não avançou            | Não avançou |
| Natalia Valeeva                                   | Individual | 634             | 30º             | KAZ A. Bannova V 107-105         | KOR Joo H-J. D 108-110 | Não avançou                | Não avançou                 | Não avançou            | Não avançou            | Não avançou |
| Pia Carmen Lionetti Elena Tonetta Natalia Valeeva | Equipes    | 1842            | 9º              |                                  |                        | TPE Taipé Chinês V 215-211 | KOR Coreia do Sul D 217-231 | Não avançou            | Não avançou            | Não avançou |

### Triatlo
Masculino
| Atleta          | Evento    | Natação | Natação | Ciclismo | Ciclismo | Corrida | Corrida | Total      | Posição final |
| Atleta          | Evento    | Tempo   | Posição | Tempo    | Posição  | Tempo   | Posição | Total      | Posição final |
| --------------- | --------- | ------- | ------- | -------- | -------- | ------- | ------- | ---------- | ------------- |
| Emilio D'Aquino | Masculino | 18m22s  | 27º     | 1h17m46s | 33º      | 35m43s  | 40º     | 1h53m58s22 | 40º           |
| Daniel Fontana  | Masculino | 18m22s  | 28º     | 1h17m45s | 31º      | 34m26s  | 33º     | 1h52m39s21 | 33º           |

Feminino
| Atleta          | Evento   | Natação | Natação | Ciclismo | Ciclismo | Corrida       | Corrida       | Total         | Posição final |
| Atleta          | Evento   | Tempo   | Posição | Tempo    | Posição  | Tempo         | Posição       | Total         | Posição final |
| --------------- | -------- | ------- | ------- | -------- | -------- | ------------- | ------------- | ------------- | ------------- |
| Charlotte Bonin | Feminino | 20 m07s | 32º     | 1h27m34s | 43º      | 41m30s        | 43º           | 2h09m42s09    | 44º           |
| Daniela Chmet   | Feminino | 20 m00s | 25º     | -1 volta | -1 volta | Não completou | Não completou | Não completou | Não completou |

### Vela
Masculino
| Atleta                      | Evento | Regata | Regata | Regata | Regata | Regata | Regata | Regata | Regata | Regata | Regata | Regata  | Pontos | Posição           |
| Atleta                      | Evento | 1      | 2      | 3      | 4      | 5      | 6      | 7      | 8      | 9      | 10     | M       | Pontos | Posição           |
| --------------------------- | ------ | ------ | ------ | ------ | ------ | ------ | ------ | ------ | ------ | ------ | ------ | ------- | ------ | ----------------- |
| Fabian Heidegger            | RS:X   | 14     | 12     | 8      | 17     | 18     | 13     | 18     | 24     | 21     | 17     | Não av. | 138    | 20º               |
| Diego Romero                | Laser  | 6      | 3      | 5      | 36     | 10     | 15     | 11     | 9      | 10     |        | 6       | 75     | Medalha de bronze |
| Gabrio Zandona Andrea Trani | 470    | 10     | 4      | 7      | 7      | 2      | 21     | 19     | 6      | 29     | 5      | 10      | 91     | 6º                |
| Diego Negri Luigi Viale     | Star   | 13     | 8      | 12     | 7      | 11     | 7      | 7      | 6      | 13     | 5      | 16      | 92     | 10º               |

Feminino
| Atleta                                                 | Evento       | Regata | Regata | Regata | Regata | Regata | Regata | Regata | Regata | Regata | Regata | Regata  | Pontos | Posição          |
| Atleta                                                 | Evento       | 1      | 2      | 3      | 4      | 5      | 6      | 7      | 8      | 9      | 10     | M       | Pontos | Posição          |
| ------------------------------------------------------ | ------------ | ------ | ------ | ------ | ------ | ------ | ------ | ------ | ------ | ------ | ------ | ------- | ------ | ---------------- |
| Alessandra Sensini                                     | RS:X         | 6      | 2      | 9      | 1      | DSQ    | 3      | 2      | 2      | 5      | 8      | 2       | 40     | Medalha de prata |
| Larissa Nevierov                                       | Laser Radial | 17     | 15     | 22     | 9      | 11     | 13     | 16     | 24     | 21     |        | Não av. | 124    | 21º              |
| Giulia Conti Giovanna Micol                            | 470          | 14     | 7      | 6      | 3      | 6      | 11     | 4      | 19     | 12     | 6      | 6       | 75     | 5º               |
| Chiara Calligaris Francesca Scognamillo Giulia Pignolo | Yngling      | 15     | 14     | 13     | 9      | 8      | 9      | 7      | 14     |        |        | Não av. | 74     | 15º              |

Aberto
| Atleta                              | Evento  | Regata | Regata | Regata | Regata | Regata | Regata | Regata | Regata | Regata | Regata | Regata | Regata | Regata  | Pontos | Posição |
| Atleta                              | Evento  | 1      | 2      | 3      | 4      | 5      | 6      | 7      | 8      | 9      | 10     | 11     | 12     | M       | Pontos | Posição |
| ----------------------------------- | ------- | ------ | ------ | ------ | ------ | ------ | ------ | ------ | ------ | ------ | ------ | ------ | ------ | ------- | ------ | ------- |
| Giorgio Poggi                       | Finn    | 17     | 7      | 14     | 21     | 6      | 12     | 9      | 9      |        |        |        |        | Não av. | 74     | 11º     |
| Pietro Sibello Gianfranco Sibello   | 49er    | 3      | 9      | 1      | 1      | 6      | 9      | 3      | 8      | 12     | 17     | 3      | 3      | 8       | 66     | 4º      |
| Francesco Marcolini Edoardo Bianchi | Tornado | 15     | 9      | 4      | 2      | 8      | 4      | 6      | 11     | 8      | 6      |        |        | 16      | 74     | 7º      |

### Voleibol de praia
Masculino
| Atleta                       | Fase de grupos | Fase de grupos | Oitavas de final       | Quartas de final       | Semifinais             | Final                  |
| Atleta                       | Adversário e resultado | Pos.           | Adversário e resultado | Adversário e resultado | Adversário e resultado | Adversário e resultado |
| ---------------------------- | --- | -------------- | ---------------------- | ---------------------- | ---------------------- | ---------------------- |
| Eugenio Amore Riccardo Lione | BRA M. Araújo/F. Magalhães D 0 - 2 (18-21; 18-21) AUT C. Doppler/P. Gartmayer D 0 - 2 (19-21; 22-24) RUS D. Barsouk/I. Kolodinsky D 0 - 2 (17-21; 13-21) | 4º (gr. D)     | Não avançou            | Não avançou            | Não avançou            | Não avançou            |

### Voleibol
Masculino
| Equipe | Fase de Grupos | Fase de Grupos | Quartas de final                                        | Semifinal                                       | Final                                                        | Pos. |
| Equipe | Adversário e resultado | Pos.           | Adversário e resultado                                  | Adversário e resultado                          | Adversário e resultado                                       | Pos. |
| --- | --- | -------------- | ------------------------------------------------------- | ----------------------------------------------- | ------------------------------------------------------------ | ---- |
| Luigi Mastrangelo Mauro Gavotto Valerio Vermiglio Marco Meoni Alessandro Paparoni Luca Cordano Matteo Martino Hristo Zlatanov Mirko Corsano Alessandro Fei Emanuele Birarelli Vigor Bovolenta | JPN Japão V 3 - 1 (25-19; 25-18; 23-25; 25-17) USA Estados Unidos D 1 - 3 (26-24; 22-25; 15-25; 21-25) VEN Venezuela V 3 - 0 (25-20; 25-20; 25-21) BUL Bulgária V 3 - 0 (25-20; 25-21; 25-16) CHN China V 3 - 2 (25-17; 25-23; 21-25; 20-25; 16-14) | 2º (Gr. A)     | POL Polônia V 3 - 2 (25-19; 25-22; 18-25; 26-28; 17-15) | BRA Brasil D 1 - 3 (25-19; 18-25; 21-25; 22-25) | Disputa pelo bronze RUS Rússia D 0 - 3 (22-25; 19-25; 23-25) | 4º   |

Feminino
| Equipe | Fase de Grupos | Fase de Grupos | Quartas de final                                              | Semifinal              | Final                  | Pos. |
| Equipe | Adversário e resultado | Pos.           | Adversário e resultado                                        | Adversário e resultado | Adversário e resultado | Pos. |
| --- | --- | -------------- | ------------------------------------------------------------- | ---------------------- | ---------------------- | ---- |
| Paola Croce Nadia Centoni Martina Guiggi Jenny Barazza Manuela Secolo Paola Cardullo Serena Ortolani Francesca Piccinini Francesca Ferretti Eleonora Lo Bianco Taismary Agüero Simona Gioli | RUS Rússia V 3 - 1 (25-20; 17-25; 25-16; 25-23) KAZ Cazaquistão V 3 - 0 (25-19; 25-15; 25-21) ALG Argélia V 3 - 0 (25-7; 25-20; 25-12) SRB Sérvia V 3 - 0 (25-23; 25-20; 25-19) BRA Brasil D 0 - 3 (16-25; 22-25; 17-25) | 2º (Gr. B)     | USA Estados Unidos D 2 - 3 (25-20; 21-25; 25-19; 19-25; 6-15) | Não avançou            | Não avançou            | 5º   |

### Remo
| S | Classificado(a) para as semifinais |    |                        | FA | Final A (disputa de medalhas) |  |  | FD | Final D (sem medalhas) |
| Q | Classificado(a) para as quartas    | FB | Final B (sem medalhas) | FE | Final E (sem medalhas)        |  |  |    |                        |
| R | Classificado(a) para a repescagem  | FC | Final C (sem medalhas) | FF | Final F (sem medalhas)        |  |  |    |                        |

### Vela
| M   | Regata da Medalha da qual só participam os dez primeiros colocados das regatas anteriores  |  |  | CAN | Regata cancelada |
| BFD | Desclassificado por bandeira preta (Black Flag Disqualified)                               |  |  |     |                  |
| UFD | Desclassificado por bandeira "U" (U Flag Disqualified)                                     |  |  |     |                  |
| OCS | Largada queimada (On the Course Side of the starting line)                                 |  |  |     |                  |
| DNE | Desclassificação sem eliminação (infração a um item do regulamento da prova – Did Not End) |  |  |     |                  |